# Біноміальна модель оцінювання опціонів
У фінансах, біноміальна модель оцінки вартості опціонів дає чисельні методи для оцінки опціонів. Біноміальна модель була вперше запропонована Джоном Коксом, Стефеном Россом та Марком Рубінштейном у 1979 році. По суті модель "дискретно-часову" (ґраткову) модель зміни ціни базового активу чи інструменту протягом часового інтервалу.
Модель отримала назву біноміальної тому, що в кожному періоді в ній передбачається існування тільки двох можливих альтернатив поточної ринкової вартості акції. Формується біноміальне дерево, що наочно ілюструє процес визначення вартості опціону.

## Модель
В основі біноміальної моделі оцінки опціонів лежить елементарне формування процесу встановлення ціни опціону, за якого актив у будь-який момент часу може рухатися по одній із двох можливих траєкторій. Загальне формулювання процесу обчислення ціни опціону за біноміальною схемою, показано на малюнку і відбувається виконанням трьох кроків:
1. Генерування дерева-процесу ціни базового активу (зображено на малюнку),
2. Обчислення вартості опціона в кожному кінцевому вузлі дерева, {\displaystyle C_{T}=\max\{S_{T}-K,0\}},
3. Рекурентне обчислення вартості опціону для кожного попереднього вузла, {\displaystyle C_{t}}, методом знаходження математичного сподівання майбутньої вартості опціону. При цьому важливо використовувати так звану ризик-нейтральну імовірність.

На цьому малюнку {\displaystyle S} – це ціна акції при виконанні опціону. Ціна може зрости до ціни {\displaystyle Su} з імовірністю {\displaystyle p} або впасти до ціни {\displaystyle Sd} з імовірністю {\displaystyle q=1-p} у будь-який момент часу. При заданій фізичній імовірності і коефіцієнтами зростання і падіння {\displaystyle u} та {\displaystyle d} ризик-нейтральна імовірність обчислюється за формулою:
{\displaystyle {\tilde {p}}={\frac {1+r-d}{u-d}}\ \ \ \ \ \ {\tilde {q}}={\frac {u-1-r}{u-d}}}
Де {\displaystyle r} — без ризикова процентна ставка. При цьому зауважте, що для того щоб {\displaystyle {\tilde {q}}} і {\displaystyle {\tilde {p}}} були додатними імовірностями має виконуватися умова {\displaystyle 0<d<1+r<u}, але вона автоматично задовольняється якщо накласти умову відсутності арбітражу.

Загальне формулювання шляху зміни ціни в біноміальній моделі

Мета створення імітуючого портфеля використовуючи комбінацію без ризикової позики та базового активу для створення грошового потоку, аналогічного грошовому потоку що створюється оцінюваним опціоном. У цьому випадку застосовуються принцип не арбітражу, і вартість опціону повинна бути рівною вартості портфеля-імітатора. У загальному формулюванні, представленому на рисунку, де ціна акції може рухатися вгору до {\displaystyle Su} або вниз до {\displaystyle Sd} в будь-який момент часу, портфель-імітатор для кол-опціону з ціною виконання {\displaystyle K} передбачає позику {\displaystyle B} одиниць за без ризиковою ставкою і придбання {\displaystyle \Delta } одиниць базового активу, де 
{\displaystyle \displaystyle \Delta ={\frac {C_{u}-C_{d}}{Su-Sd}}}
{\displaystyle C_{u}} = вартість кол-опціону, якщо ціна акції дорівнює {\displaystyle Su},
{\displaystyle C_{d}} = вартість кол-опціону, якщо ціна акції дорівнює {\displaystyle Sd}.

### Рекурентне обчислення
У біноміальному дереві з багатьма періодами оцінка повинна проводитися на рекурентній основі (тобто починаючи із останнього періоду та рухаючись назад у часі до теперішнього моменту). Портфелі, що імітують опціон, створюються для кожного кроку та кожного разу оцінюються, це дає можливість визначити вартість опціону в цей час. Заключний результат біноміальної моделі оцінки опціону – це визначення вартості опціону в одиницях імітуючого портфеля, складеного з акцій базового активу та без ризикової позики. 
Формула для рекурентного обчислення вартості опціона:
{\displaystyle C_{t-1}(x)={\frac {1}{1+r}}\left({\tilde {p}}C_{t}(xu)+{\tilde {q}}C_{t}(xd)\right)}
де {\displaystyle x=\{u,d\}}.

## Зв'язок моделі з моделлю Блека-Шоулза
Оскільки обидві моделі базуються на тих самих припущеннях, то біноміальна модель є по суті дискретизацією моделі Блека-Шоулза. І, справді у випадку Європейського опціону без дивідендів біноміальна модель прямує до моделі Блека-Шоулза при збільшенні кількості часових інтервалів. Цю збіжність моделі отримують від збіжностей імовірнісних розподілів, що використовуються в кожній з них. Біноміальна модель за розподіл базового активу бере біноміальний розподіл, який при збільшенні кількості спостережень ({\displaystyle n\to \infty }) прямує до нормального, який є розподілом базового активу в моделі Блека-Шоулза